# Ezechiel (Kasprowicz)
Ezechiel – poemat Jana Kasprowicza, wchodzący w skład cyklu Pieśni biblijne obok sekwencji Z motywów biblijnych i poematu Chrystus. Utwór jest napisany przy użyciu strof sześciowersowych rymowanych abbaba. Wersy w strofach są jedenastozgłoskowe z wyjątkiem ostatniego, który ma trzynaście sylab.
I prorok ręką zasłoni swe oczy
Od onych blasków i, na pół przegięty,
Słucha, jak rozkaz, w piorunach poczęty,
Do jego wnętrza, niby żar, się toczy,
Jak go biczuje gromowymi pręty,
By szedł pomiędzy braćmi podnieść głos proroczy.
Poemat jest oparty na tekście Biblii, a konkretnie Księgi Ezechiela ze Starego Testamentu. Ezechiel był jednym z najważniejszych proroków.